# Amala

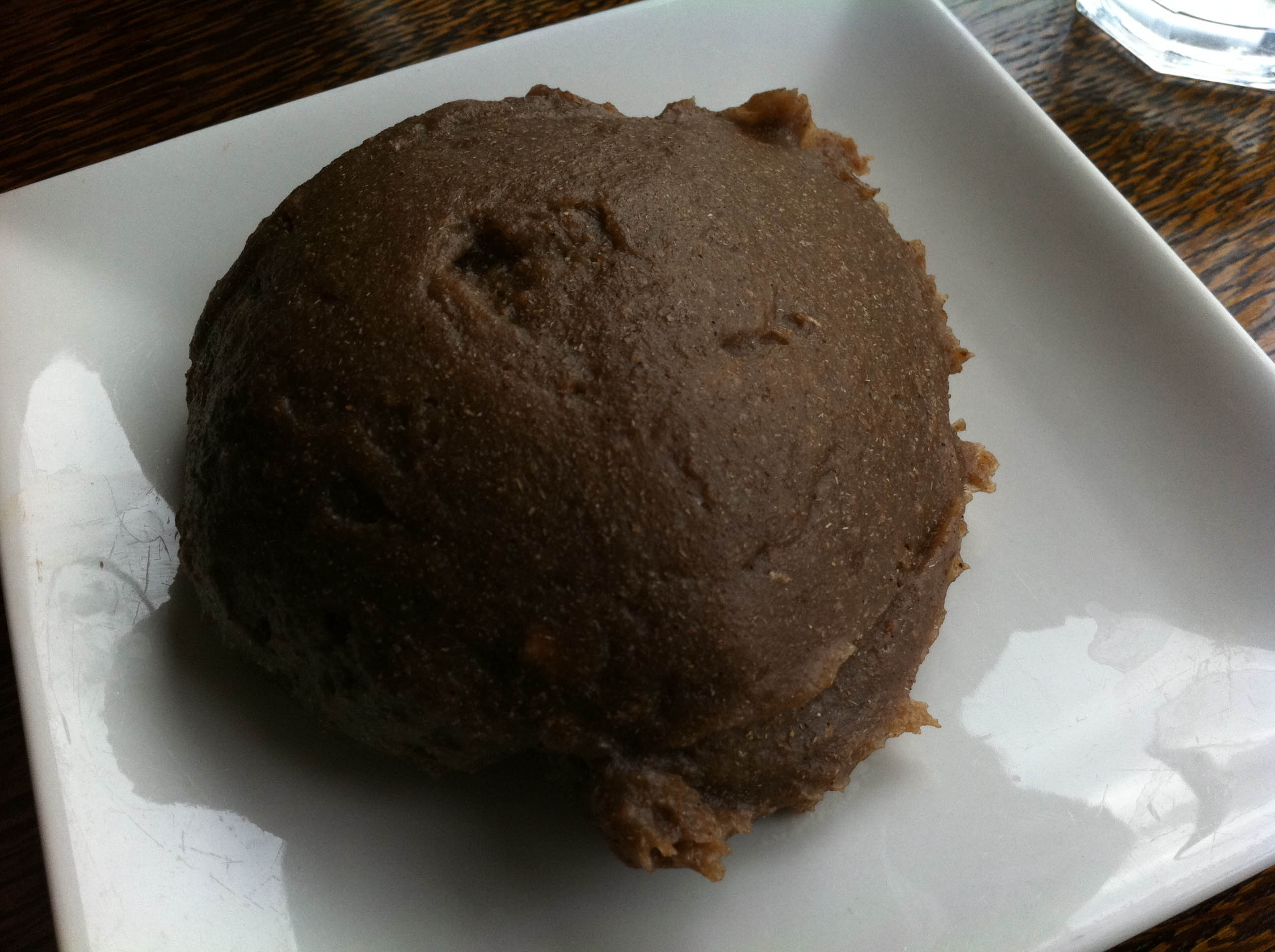
Boule d'amala servie dans un restaurant nigérian de Londres.

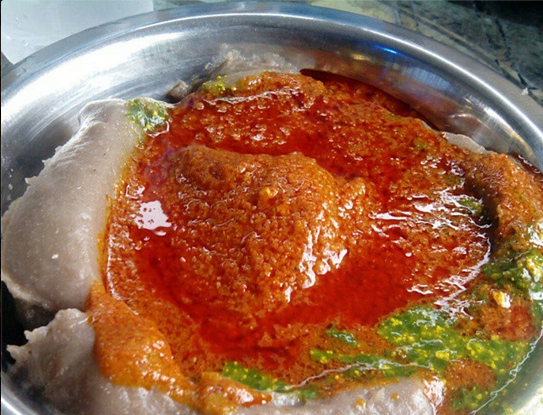
Amala servi avec de lewedu

Pour les articles homonymes, voir Amala (album).
 (juillet 2017).
Si vous disposez d'ouvrages ou d'articles de référence ou si vous connaissez des sites web de qualité traitant du thème abordé ici, merci de compléter l'article en donnant les références utiles à sa vérifiabilité et en les liant à la section « Notes et références ».
L'amala est un aliment issu de la cuisine yoruba (sud-ouest du Nigéria, sud-est du Bénin), aujourd'hui consommé dans l'ensemble des deux pays. Elle est préparée à partir de farine d'igname ou de manioc séchés. La farine est mélangée à de l'eau bouillante jusqu'à obtention d'une pâte dense, généralement présentée sous la forme d'une boule. L'amala est généralement consommée avec une soupe : efo (légumes), ila ou okra (gombos), ewedu (à base de corète potagère, assez proche du plat appelé mloukhiya en Afrique du Nord), ogbono (à base d’Irvingia gabonensis), egusi (graines de cucurbitacées, le plus souvent du coloquinte ou du melon d'eau), gbegiri (cornille). 